# 益子祇園祭
益子祇園祭（ましこぎおんまつり）は、栃木県芳賀郡益子町で毎年7月23日から7月25日の3日間、益子にある鹿島神社の境内末社である八坂神社の祭礼として行われる祭りである。
中日の7月24日に、「当番町引き継ぎの儀式」である神事の一つとして「関東三大奇祭」の一つとされることもある「御神酒頂戴式」が行われることで有名である。

## 概要
益子町にある八坂神社は、同じく益子町にある鹿島神社の境内末社である。そして毎年、7月23日、24日、25日の3日間、祇園祭（過去には天王祭と呼ばれていた）が行われる。
益子の祇園祭は「八坂神社の祇園祭」とも呼ばれている。
益子の中心部にある氏子地区である新町、田町、内町、城内、道祖土が当番制で当番町を務め、この各5町と塙地区からそれぞれ山車が参加し、益子町の中心街を練り歩く盛大な祭りである。
もともとの益子町民のみならず、高内秀剛や薄田浩司など、益子町に移住した陶芸家の中にも積極的に参加する者もいる。

## 由来
宝永2年（1705年）頃、益子に疫病が流行った際に、平安時代の京都から伝わる天王信仰（祇園信仰）に基づき、疫病退散を祈り疫病を司る牛頭天王を祭ったことから始まったとされている。

## 昔の祭事日程と内容
昔は陰暦に基づいて祭事が行われていた
陰暦の6月15日に仮屋への神輿の橋渡しが行われる。
そして陰暦6月23日から大祭が挙行される。
陰暦6月23日には氏子一同に神酒が賜る。当番引き継ぎには、当時の一年の日数に合わせた三升六合入りの大杯を用いて神酒を賜った。これが現在の「御神酒頂戴式」へと繋がっている。
陰暦6月24日には神輿の入御が行われ、昔は警衛士、大旗、騎馬乗馬の鎧武者、神主、靴持ち、道具持ち、村役人などによる行列式が行われた。
そして陰暦6月25日には、当時の益子村の領主であった黒羽藩主・大関氏へ、神主からお祓い献上の儀式が行われた。

## 日程と各種行事

### あじさい祭り
6月末に、益子町の｢あじさい公園｣内にある｢太平神社｣で、益子祇園祭シーズンの始まりを告げる｢あじさい祭り｣が開かれる。
稚児が巫女に扮し紫陽花を献花する｢献花祭｣と
、境内に作られた｢茅の輪｣をくぐり厄を祓う｢茅の輪くぐり・大祓式｣が執り行われる。
また境内と参道に飾られる提灯は、｢益子祇園祭｣が終わる7月25日まで灯し続けられる。

### 手筒花火：下野手筒会
2005年（平成17年）から採用され、益子町在住の造形家・KINTAを中心として結成された「下野手筒会」により、益子祇園祭の初日となる7月23日の夜に｢手筒花火｣が打ち上げられていた。
その後、2024年（令和6年）より、益子祇園祭の一環として、祭開催直前の土曜日に披露されることになった。

### 益子祇園祭
日付は曜日とは関係無く、日程を変更すること無く、毎年7月23日、24日、25日の日程で開催される。
1日目となる7月23日、八坂神社から御分霊された御霊を八坂神社の本社神輿に乗せて担ぎ
、天狗の面を被った猿田彦により先導され、その年の当番となった地区に設置された「御仮屋」に配置する「神輿の渡御：出御祭」から始まる。
そして益子町内の氏子地区である5地区：新町・田町・内町・城内・道祖土と、田野地区の山本を入れる6地区の山車が「付け祭り」として益子町内を巡行し、益子の町中を練り歩く。これは期間中3日間、他の各種行事と平行しながら続けられる。
ちなみに「御神酒頂戴式」は女人禁制であるが、益子祇園祭の牛頭天王は「女性」と言われているためか、山車の巡行やお囃子の演奏にも女子や女性が積極的に参加する。そして他の地域の祇園祭のような、山車同士でぶつかり合っての荒々しい揉み合いは行われない。
2日目となる7月24日には、江戸時代から伝わる益子町指定無形民俗文化財であり、栃木県日光市輪王寺の「強飯式」を代表とする、栃木県に多く存在する「強飯習俗」のうちでも「本物の酒」を飲むことを強いる、全国でも稀な「当番引き継ぎ式」となることから関東三大奇祭の一つとされている「八坂神社御神酒頂戴式（やさかじんじゃおみきちょうだいしき）」が行われる。
最終日の7月25日は、御仮屋から八坂神社へ神輿による「還御祭」が斎行される。午後には「花馬」を先頭に、各町の山車による合同運行が催され、福笹が授与される。そして夜22時からは、益子町の鹿島神社の前に各町の山車が全て集い、「御上覧」と呼ばれる山車の神前奉納の儀が行われる。

## 新型コロナ禍の影響
2019年末（令和元年末）に発生した新型コロナ禍により、2020年（令和2年）は益子祇園祭の一連の行事は中止された。益子町の各町代表者が八坂神社末社がある益子鹿島神社に集まり、神事が執り行われた。
翌年以降も山車練り歩きはされたものの、「御上覧」における鹿島神社前での屋台の出店取り止めや、感染対策が取られた上での御神酒頂戴式などの規模縮小の措置が取られた。そして2023年（令和5年）7月23日から7月25日まで、屋台も出店したほぼ完全な形での益子祇園祭が4年ぶりに行われた。

## エピソード
- 2005年（平成17年）、｢あじさい祭り｣を取りまとめる｢あじさい会｣の会長となった益子町の陶器ギャラリー｢佳乃や｣店主・小峰彰により、陶芸家であり画家であり版画家でもあった糸井哲夫に｢益子祇園祭のうちわ｣の版画絵製作が依頼され[53]、同年の｢あじさい会｣から始まり[54]、2006年（平成18年）には城内[55]、2007年（平成19年）に内町[56]、2008年（平成20年）に新町[57]、2009年（平成21年）に田町[58]、そして2010年（平成22年）の道祖土まで[59]の各当番町のうちわ版画絵が製作された[60][61]。